# 페인 (밴드)
페인(Pain)은 스웨덴의 밴드이다.

## 구성원
현재 구성원
- Peter Tägtgren – 보컬 (1996년–현재)

현재 투어 음악가
- David Wallin – 드럼 (2003년-현재)
- Jonathan Olsson – 베이스 (2016년-현재)
- Sebastian Svalland – 기타 (2019년-현재)
- Sebastian Tägtgren – 드럼 (2016년-현재)